# Африканская конфедерация гандбола
Африканская конфедерация гандбола (фр. Confédération Africaine de Handball, сокр. CAHB; англ. African Handball Confederation) — структура, управляющая гандболом в странах Африки. Объединяет 53 национальные федерации. Представляет Международную федерацию гандбола (ИГФ) на африканском континенте. Штаб-квартира находится в городе Абиджане (Кот-д’Ивуар). Президентом CAHB является Мансуру Арему (Бенин).

## История
Африканская конфедерация гандбола (САНВ) основана 15 января 1973 года в Лагосе (Нигерия) во время проведения II Всеафриканских игр. В 1980 году конфедерация насчитывала в своём составе 23 национальных ассоциации. В 2012 членами САНВ были 50 стран.
Мужской гандбол был включён в программу I Всеафриканских игр, проходивших в Браззавиле (Республика Конго) в 1965 году. С 1978 в Играх принимают участие также и женские сборные.
В 1974 в Тунисе были проведены первые чемпионаты Африки среди мужских и женских национальных сборных команд.
С 1980 проводятся чемпионаты Африки среди мужских и женских молодёжных сборных команд. С 2000 разыгрываются африканские первенства среди юношей и девушек.

### Президенты САНВ
- 1973—1993 —  Бабака Фалл
- 1993—1996 —  Набиль Салем
- 1996—2008 —  Кристоф Япо
- с 2008 —  Мансуру Арему

## Структура САНВ
Высший орган Африканской конфедерации гандбола — Конгресс.
Для решения задач, поставленных Конгрессом перед САНВ, а также уставных требований, делегаты Конгресса избирают Совет из 12 членов, который проводит в жизнь решения Конгресса, а также организует повседневную деятельность САНВ. Совет состоит из президента САНВ, двух вице-президентов, генерального секретаря, казначея и президентов территориальных зон.
В составе Совета образуется Исполнительный комитет (Исполком). Он состоит из президента, двух вице-президентов, генерального секретаря и казначея. Исполком осуществляет повседневное руководство САНВ под контролем Совета и следит за выполнением его решений.
Для решения специальных задач, стоящих перед САНВ, в её структуре созданы постоянные комиссии: по организации и проведению соревнований, по правилам игры и судейству, тренерско-методическая, медицинская, по развитию.
В составе Африканской конфедерации гандбола образованы также территориальные зоны. Всего их 7: 1-я (североафриканская), 2-я (атлантическая), 3-я (западноафриканская), 4-я (центральноафриканская), 5-я (восточноафриканская), 6-я (южноафриканская) и 7-я (Индийского океана).

## Официальные соревнования
В рамках своей деятельности Африканская конфедерация гандбола отвечает за проведение следующих турниров:
- Гандбольные турниры в рамках Всеафриканских игр — один раз в четыре года в предолимпийский сезон;
- Чемпионаты Африки среди национальных сборных команд — один раз в два года по чётным годам;
- Чемпионаты Африки среди молодёжных сборных команд — один раз в два года по чётным (мужчины) и нечётным (женщины) годам;
- Чемпионаты Африки среди юниорских сборных команд — один раз в два года по чётным (юноши) и нечётным (девушки) годам;
- Клубные чемпионаты Африки — ежегодно.

## Члены САНВ
| - Алжир - Ангола - Бенин - Ботсвана - Буркина-Фасо - Бурунди - Габон - Гамбия - Гана - Гвинея - Гвинея-Бисау - Джибути - Египет - Замбия - Зимбабве - Кабо-Верде - Камерун - Кения | - Коморские Острова - Республика Конго - ДР Конго - Кот-д’Ивуар - Лесото - Либерия - Ливия - Маврикий - Мавритания - Мадагаскар - Малави - Мали - Марокко - Мозамбик - Намибия - Нигер - Нигерия - Руанда | - Сан-Томе и Принсипи - Сейшельские Острова - Сенегал - Сомали - Судан - Сьерра-Леоне - Танзания - Того - Тунис - Уганда - ЦАР - Чад - Экваториальная Гвинея - Эсватини - Эфиопия - ЮАР - Южный Судан |